# Carcere Abu Salim
Il carcere Abū Salīm (in arabo سجن أبو سليم‎?, Sijn Abū Salīm) è un carcere di massima sicurezza di Tripoli, spesso ricordato dagli attivisti dei diritti umani e da altri osservatori per le sue gravi disfunzioni e per gli abusi che vi sono stati perpetrati.

## Controversie
Massacro del carcere Abū Salīm
Amnesty International ha chiesto l'apertura di indagini condotte da esperti indipendenti per appurare le modalità della morte di un gran numero di detenuti nel 1996: un incidente definito dall'associazione e da altre organizzazioni come il "Massacro del carcere Abū Salīm" quando più di 1.200 prigionieri politici furono uccisi dopo aver protestato contro le condizioni carcerarie. Human Rights Watch ipotiza che 1.270 prigionieri vi siano stati trucidati, e reputa che il carcere sia un posto in cui sono state perpetrate numerose violazioni dei diritti umani." Nessuna indagine internazionale è stata avviata. Nel corso dei combattimenti che hanno contrapposto il regime ai rivoltosi dal 17 febbraio 2011, nel mese di aprile sarebbero evasi dalla prigione vari reclusi e avrebbero impegnato le forze del regime in un combattimento armato presso Bāb al-ʿAzīziyya. Con i carcerieri e il personale del penitenziario già fuggiti, il 24 agosto 2011 gli abitanti di quartiere liberarono i prigionieri e il carcere fu abbandonato.
Il 24 gennaio 2010, la Libia ha bloccato l'accesso a YouTube, dopo che esso aveva mandato in rete i video delle dimostrazioni nella città di Bengasi organizzate dalle famiglie dei carcerati che erano stati trucidati nel carcere Abū Salīm nel 1996, e i video dei festini cui partecipavano alcuni componenti della famiglia di Muʿammar Gheddafi. Il blocco fu criticato da Human Rights Watch, senza che la situazione peraltro cambiasse.

## Precedenti ospiti famosi
- Ahmed al-Senussi (dal 1984 al 2001)
- Abd al-Hakim Balhaj (dal 2004 al 2010)
- Abd al-Hamid Shukri, attivista dei Fratelli Musulmani[11]
- Abū Sufyān b. Qūmū (dal 2007 al 2010), già recluso nel Campo di prigionia di Guantánamo
- Hisham Matar  - Vincitore del premio Pulitzer nel 2017